# Гуаньсянь
Гуанься́нь (кит. упр. 冠县, пиньинь Guàn xiàn) — уезд городского округа Ляочэн провинции Шаньдун (КНР).

## История
В эпоху Вёсен и Осеней западная часть нынешнего уезда носила название Гуаньши (冠氏). При империи Западная Хань западная часть территории современного уезда вошла в состав уезда Гуаньтао (馆陶县), а восточная — в состав уезда Фагань (发干县). При империи Северная Ци уезд Фагань был расформирован.
При империи Суй в 586 году из восточной части уезда Гуаньтао и южной части уезда Цинъюань (清渊县) был создан уезд Гуаньши (冠氏县), названный так в честь древнего названия этих мест. Во времена монгольского владычества уезд был в 1269 году поднят в статусе до области Гуаньчжоу (冠州). После изгнания монголов и образования империи Мин область была в 1370 году вновь понижена в статусе до уезда — так появился уезд Гуань.
В 1949 году уезд вошёл в состав Специального района Ляочэн (聊城专区) новообразованной провинции Пинъюань. В 1952 году провинция Пинъюань была расформирована, и Специальный район Ляочэн был передан в состав провинции Шаньдун. В 1967 году Специальный район Ляочэн был переименован в Округ Ляочэн (聊城地区).
Постановлением Госсовета КНР от 29 августа 1997 года были расформированы округ Ляочэн и городской уезд Ляочэн, а вместо них образован Городской округ Ляочэн.

## Административное деление
Уезд делится на 3 уличных комитета, 9 посёлков и 6 волостей.